# Vin Diesel
Vin Diesel , pseudònim de Mark Vincent Sinclair III (Alameda, 18 de juliol del 1967) és un actor, productor cinematogràfic, director, guió cinematogràfic i cantant estatunidenc.
D'herència barrejada i desconeguda per al públic, se sap que el seu pare biològic és dominicà, tanmateix, el seu pare adoptiu va tenir-hi una gran influència, car és actor i professor d'interpretació, i ell treballà a la seva companyia. Té dues germanes i un germà bessó de nom Paul, la seva mare és assistent de professió i astròloga. En Diesel és molt reservat sobre la seva vida personal. Vin Diesel es va definir a ell mateix com un home de color.
Vin Diesel començà la seva carrera cinematogràfica com a director i guionista, amb la influència de Sidney Lumet, a qui admet que admira. El seu primer paper (seleccionat per al prestigiós Festival de Canes) fou el curt Multi-facial (1994), seguit pel llargmetratge Strays (1997), que fou seleccionat per a competir al Festival de Sundance. El 1998 saltà a la fama quan intervingué a la pel·lícula bèl·lica de Steven Spielberg: Saving Private Ryan. Spielberg tingué l'oportunitat de veure el curt Multi-facial i l'impressionà tant que el va posar a la pel·lícula.

## Vida personal i carrera

### Primers anys
Nascut com a Mark Sinclair Vincent a Nova York, començà a fer d'actor als set anys al "Theatre for the New City", que fou produïda a "Greenwich Village" i dirigida per Thomas Hinkerman. Aquesta primera passa la va fer accidentalment quan ell i uns amics varen entrar al "Jane Street Theatre" buscant divertir-s'hi i causar problemes, però foren enxampats. En comptes d'acabar amb problemes amb el teatre, a Diesel i als seus amics se'ls donà l'oportunitat de fer-hi d'actors després de classe.
Seguí treballant al teatre durant la seva adolescència, però a l'edat de disset anys hagué de buscar una feina extra. Gràcies a l'entrenament que començà als quinze anys tenia el físic apropiat per a fer de porter de discoteca a algunes de les més famoses de Manhattan. Fou durant aquesta època que canvià el seu nom real pel de ja conegut Vin Diesel.
Després d'acabar l'institut, Diesel estudià al "Hunter College". Per consell dels seus pares i amics decidí estudiar filologia anglesa, que a més li serviria d'ajuda per al seu objectiu final de ser actor i guionista. Tanmateix, després de tres anys a la Universitat, decidí deixar els estudis i centrar-se en el seu somni. Volia fer la seva pròpia pel·lícula. Amb aquesta idea deixà Nova York i se n'anà a Los Angeles. Aquest primer intent va ser un fracàs i hagué de buscar una feina alternativa al telemàrqueting. Després d'un any d'això i veient que el seu objectiu inicial no s'havia fet realitat, torna a Nova York, decebut però sense estar disposat a rendir-se'n.
Quan va tornar a Nova York la seva família va ser un gran suport, en concret la seva mare, que li regalà el llibre Feature Films at Used Car Prices (Creació de pel·lícules al preu d'un cotxe de segona mà). Després de llegir-lo va tenir una nova idea, com que no podia trobar cap feina que li permetés demostrar el seu talent, crearia el seu propi paper a la seva mida. Va escriure Strays, una història urbana sobre l'adolescència i l'amistat masculina. Tanmateix, després d'intentar durant un any aixecar aquest projecte sense gaire èxit, decidí fer-ne un altre menys ambiciós, el curt Multi-facial, que tracta un tema molt proper a ell: la barreja racial i la pròpia identitat. En menys de tres dies i amb un pressupost de 3.000 $ Multi-facial donà un resultat inesperat. Si bé al començament no va ser ben rebuda per alguna gent incapaç de veure més enllà de l'aspecte físic de l'actor, Diesel continuà el projecte a instàncies del seu pare i el mostrà a una audiència d'unes dues-centes persones a "Anthology Film Archives" a Manhattan. Gràcies a això fou acceptat al Festival de Canes del 1995 on obtingué una acollida molt favorable i cridà l'atenció de Steven Spielberg.
Va tornar Los Angeles amb la idea d'aconseguir prou diners per fer el primer treball Strays, que havia quedat oblidat. Per a això tornà a treballar al telemàrqueting amb l'ajut d'un amic, John Sale, fins que amb 50.000 $ començà la nova producció. El 1997 la pel·lícula va ser acceptada al Festival de Sundance, el qual li donà una nova injecció de diners i li va permetre acabar la postproducció. També li va permetre conèixer Ted Fields, que més endavant treballaria amb ell a Pitch Black. Tot i això, la pel·lícula no va donar resultat, va tenir bona acollida a Sundance, però no donà els beneficis esperats. Diesel decidí tornar a Nova York. Però després de l'èxit de l'actor, aquesta primera pel·lícula ha tingut més interès. Com que l'edició original de la pel·lícula ja no tenia exemplars i només es podia comprar a la revenda, es tornà a vendre el 15 de gener del 2008 a Amazon i les altres botigues semblants. L'abril del 2008 va néixer la seva filla Hania Riley, que va tenir amb la seva promesa, la model mexicana Paloma Jiménez.

### El salt a la fama
Després de tornar a Nova York Diesel va rebre una trucada del seu agent. Steven Spielberg estava interessat a conèixer-lo després de veure la seva pel·lícula Multi-facial. Després de trobar-se amb Spielberg, Diesel es va incorparar a Saving Private Ryan. El paper que faria va ser escrit per a ell, soldat Adrian Caparzo. Tot i que era un paper petit, l'experiència va ser important tant per ésser l'inici del seu salt a la fama com per permetre-li treballar per primer cop en una producció professional.
Abans d'acabar 'Saving...', Diesel s'embarcà amb Ted Fields a Doormen, tal com havien acordat prèviament. Mentre treballava en aquest guió, el director Brad Bird estava treballant en la pel·lícula d'animació El gegant de ferro, una adaptació d'un llibre infantil. Casualment, una dona que coneixia Diesel de Sundance hi treballava, i recordant la seva veu estava convençuda que seria l'home apropiat per al paper de robot. Li va donar a Bird una còpia de Multi-facial i després d'una trobada, Diesel obtingué el paper. Va ser una nova experiència per a ell, car li va exigir concentrar-se només en la seva veu. Va ser ben acollit per la crítica, però va tenir uns resultats força pobres econòmicament, possiblement a causa d'una mala comercialització per part de la Warner.

### Pitch Black
Mentre seguia treballant a Doormen, George Zakk li presentà el guió de Pitch Black, una història de ciència-ficció sobre un grup de passatgers d'una nau espacial que s'estavellen contra la superfície d'un planeta aparentment deshabitat i desert. Aquesta pel·lícula de baix pressupost es basava més en la interacció dels personatges i llur desenvolupament personal que en els efectes especials. Tot i que els estudis Universal Studios preferien tenir un nom conegut per al personatge de Richard B. Riddick, després d'una campanya del director David Twohy i el productor Ted Fields a favor de Diesel, li van donar el paper a ell.
La pel·lícula es va rodar a Austràlia, coincidint amb l'estrena de Saving Private Ryan, en una zona força aïllada del poble miner de Coober Pedy, que ja s'havia fet servir per a les pel·lícules Mad Max. Per a convertir-se en l'assassí convicte Riddick, a més de l'entrenament habitual, s'entrenà també fent ioga i pilates. Un cop començat el rodatge l'actor feu la major part de les escenes de risc ell mateix, inclosa gran part de l'escena en què Riddick escapa de la nau després de ser emmanillat a un pilar pel mercenari Johns. Els ulls d'en Riddick es van fer gràcies a unes lents de contacte especials (que arribaren a fer-li prou mal als ulls com per haver d'anar a l'hospital). Després de tres setmanes de rodatge a Coober Pedy, van continuar als estudis de la Warner, prop de Queensland.

### Nous papers
Després del rodatge de Pitch Black Diesel va fer una sèrie de projectes petits com L'informador, on interpreta un personatge secundari de nom Chris Varick, un jove home de negocis que utilitza el seu carisma per la venda telefònica de productes bursàtils o d'inversió (una feina que coneixia perfectament gràcies al telemàrketing). Al film següent Knockaround Guys, Diesel va interpretar Taylor Reese, al costat de Barry Pepper, Andrew Davoli i Seth Green, la pel·lícula tracta d'un grup de joves fills de coneguts mafiosos que van a un petit poble de Montana per recuperar una bossa de diners.

### XXX,A Man ApartiThe Fast and the Furious

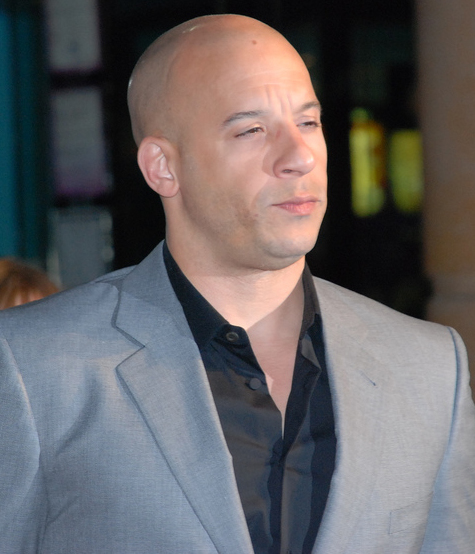
Diesel a l'estrena de The Fast and the Furious el març del 2009

Després de l'estrena de Pitch Black el febrer del 2000, Diesel començà a ser reconegut i a fer entrevistes. L'estiu d'aquell mateix any començà el rodatge de The Fast and the Furious. El seu personatge, Dominic Toretto, és el "Rei" de les cursers de carrer a Los Angeles. Com a contrapartida està Paul Walker, que interpreta un jove i ambició detectiu que tracta d'infiltrar-s'hi per esbrinar qui està robant camioners a la carretera. L'estrena d'aquesta pel·lícula va ser un èxit, guanyant 100 milions de dòlars en tres setmanes. El seu següent projecte, A Man Apart, fou produït per la seva pròpia companyia, One Race Productions. En aquesta pel·lícula Diesel interpreta un agent de la Drug Enforcement Administration (DEA) (una branca federal encarregada de combatre el tràfic de drogues), que fica un home a la presó per tràfic de drogues. A la pel·lícula la seva dona és assassinada durant un atac a la seva pròpia casa, després del qual Sean Vetter (Diesel) comença una croada de revenja.
El 2001 Diesel es va comprometre a interpretar Xander Cage a XXX, una pel·lícula d'espies que intenta substituir les clàssiques pel·lícules de James Bond donant-los un nou enfocament: esports de risc i un anti-heroi. Cage és un fanàtic dels esports de risc, i amant dels tatuatges (té tatuat tot el braç dret, part de l'esquerra i alguns tatuatges al pit i al clatell) que comença la pel·lícula fent un salt arriscat des d'un pont a dins d'un Corvette que acaba de robar al senador de Califòrnia. La pel·lícula es rodà a Praga, i va tenir gran èxit als cinemes, cal destacar-ne la banda sonora amb molt de heavy-metal i el detall del concert inicial de la pel·lícula del grup alemany Rammstein.

### Les cròniques de Riddick
Després de l'èxit de les seves pel·lícules d'acció XXX, The Fast and the Furious i Pitch Black, Diesel tingué l'opció de fer més seqüeles, però rebutjà fer-les totes tret d'una seqüela de Pitch Black, preferint aparentment començar una nova sèrie de pel·lícules. La seqüela de Pitch Black es va dir Les cròniques de Riddick. Van arribar fins i tot a retitular Pitch Black quan va sortir en DVD perquè inclogués "Cròniques de Riddick" al títol i així considerar-lo part de la saga. També va fer la pel·lícula d'animació Les cròniques de Riddick: Dark Fury que intenta resoldre el salt de cinc anys entre les dues pel·lícules. Aquesta seqüela no va tenir potser tant d'èxit com s'esperaven els seus productors, així que tot i la intenció de continuar la saga amb dues pel·lícules més, no se 'ha tornat a parlar.

### The PacifieriFind Me Guilty
Tractant potser d'allunyar-se de l'estigma d'actor de pel·lícules d'acció, Diesel va fer un parell de films completament diferents a tots els anteriors: una pel·lícula per a nens The Pacifier on hi interpreta un SEAL encarregat de protegir la família d'un científic (que mor al començament de la pel·lícula) que treballava en un projecte militar d'alt secret, Shane (Diesel) ha de trobar també l'últim projecte del científic (amagat a la casa) abans que l'agafin els espies. L'altre va ser una pel·lícula basada en una història real per a la qual es va haver d'engreixar 15 kg, Find Me Guilty, on hi interpreta Giacomo DiNorscio "Jackie", un pres convicte que decideix representar-se a ell mateix en el judici més gran contra la màfia als Estats Units. Aquesta pel·lícula va tenir una influència limitada perquè no s'estrenà a molts països, i fins i tot als Estats Units només s'estrenà a pocs cinemes.

### Últims projectes: 2008
Després d'un temps durant el qual no ha fet cap pel·lícula, perquè ha fet uns altres projectes, sembla que l'any 2008 pot tornar amb Babylon A.D., a estrenar-se als Estats Units el 29 de febrer del 2008. És una pel·lícula d'acció, adaptació de la novel·la, Babylon Babies, on Diesel interpreta un mercenari, Hugo Cornelius Toorop, encarregat de la seguretat d'una jove que ha estat alterada genèticament per portar un virus. Però les darreres informacions que publica Imdb i uns altres mitjans semblen confirmar que per culpa de problemes d'edició (que serà retallada per al públic americà) l'estrena ha estat posposada per a l'agost del 2008. També és un dels possibles actors en la pel·lícula One Piece que està en preparació. El seu paper seria el del personatge Mr. 01/Daz Bones. Aquesta pel·lícula encara és un projecte, però ja estan fent fitxatges i estan interessats en aquest actor.
Un altre projecte que espera és Anibal: El conqueridor, un film dirigit pel mateix Diesel i que fa temps que vol fer. Hi ha rumors que ha estat treballant-hi i buscant localitzacions. Es tracta aparentment d'un projecte molt esperat per l'actor que es podria estrenar el 2008.
A més, Columbia Pictures i el productor Joe Roth preveuen fer XXX: The Return of Xander Cage, tercera part de la franquícia XXX que tornarà a comptar amb Vin Diesel. Rob Cohen també tornarà a la direcció. Tots dos va treballar plegats a la primera pel·lícula el 2002, però cap d'ells no va prendre part a la seqüela, que tenia a Ice Cube com a protagonista. Diesel interpretarà el paper de Xander Cage, un amant dels esports de risc que és reclutat pel govern per a fer una missió missió. Diesel i Cohen ja s'han compromès a tornar a la saga. El guió l'escriurà de Michael Ferris i John Brancato, guionistes també de Terminator Salvation.

## Filmografia

### Actor
| Any  | Títol                                 | Paper                    | Notes              |
| ---- | ------------------------------------- | ------------------------ | ------------------ |
| 1990 | Despertar                             | Orderly                  |                    |
| 1997 | Strays                                | Rick                     |                    |
| 1998 | Salvem el soldat Ryan                 | Adrian Caparzo           |                    |
| 2000 | Boiler Room                           | Chris Varick             |                    |
| 2000 | Pitch Black                           | Richard B. Riddick       |                    |
| 2001 | The Fast and the Furious              | Dominic Toretto          |                    |
| 2001 | Knockaround Guys                      | Taylor Reese             |                    |
| 2002 | Triple X                              | Xander Cage              |                    |
| 2003 | A Man Apart                           | Sean Vetter              |                    |
| 2004 | The Chronicles of Riddick             | Richard B. Riddick       |                    |
| 2005 | The Pacifier                          | Shane Wolfe              |                    |
| 2006 | Declareu-me culpable                  | Jackie DiNorscio         |                    |
| 2006 | The Fast and the Furious: Tokyo Drift | Dominic Toretto          | cameo no acreditat |
| 2008 | Babylon A.D.                          | Hugo Cornelius Toorop    |                    |
| 2009 | Fast & Furious                        | Dominic Toretto          |                    |
| 2011 | Fast Five                             | Dominic Toretto          |                    |
| 2013 | Fast & Furious 6                      | Dominic Toretto          |                    |
| 2013 | Riddick                               | Richard B. Riddick       |                    |
| 2015 | Furious 7                             | Dominic Toretto          |                    |
| 2015 | The Last Witch Hunter                 | Kaulder                  |                    |
| 2016 | Billy Lynn's Long Halftime Walk       | Shroom                   |                    |
| 2017 | xXx: Return of Xander Cage            | Xander Cage              |                    |
| 2018 | The Fate of the Furious               | Dominic Toretto          |                    |
| 2020 | Bloodshot                             | Ray Garrison / Bloodshot |                    |
| 2021 | F9: The Fast Saga                     | Dominic Toretto          |                    |
| 2023 | Fast X                                | Dominic Toretto          |                    |